# Sinaloa (gmina)

Położenie gminy Sinaloa na mapie stanu Sinaloa

Sinaloa – gmina w meksykańskim stanie Sinaloa, jedna z 18 gmin w tym stanie. Siedzibą władz gminy jest miasto Sinaloa de Leyva. Gmina jest gminą graniczną ze stanem Chihuahua. Według spisu z 2005 roku ludność gminy liczyła 88 282 mieszkańców. 
Gminę utworzono w 1915 roku decyzją gubernatora stanu Sinaloa. Gmina ma bogate ukształtowanie powierzchni od głębokich dolin rzecznych na zachodzie do ponad dwa tysiące metrowych gór Sierra Madre Occidental na wschodzie.

## Gospodarka gminy
Ludność gminy jest zatrudniona według ważności w następujących gałęziach: rolnictwie, hodowli, przemyśle, turystyce, handlu i usługach. Najczęściej uprawia się kukurydzę, fasolę, pszenicę, soję, sorgo, pomidory oraz orzeszki ziemne i krokosz. 